# Charny-sur-Meuse
Charny-sur-Meuse es una comuna francesa situada en el departamento de Mosa, en la región de Gran Este.

## Demografía
| 333 | 289 | 412 | 523 | 462 | 466 | 525 |
| Para los censos de 1962 a 1999 la población legal corresponde a la población sin duplicidades (Fuente: INSEE [Consultar]) |     |     |     |     |     |     |